# Adama Diallo
Adama Diallo est un homme politique sénégalais, député-maire de Gossas. Il est élu maire de la commune de Gossas depuis le 17 novembre 2024.

## Biographie

### Parcours scolaires
Issu du Lycée seydina limamoulaye de Guédiawaye et  titulaire d'un baccalauréat de série E après le BFEM au Cem Khar Kane, Adama poursuit ses études à l’Université Cheikh Anta Diop de Dakar, à la faculté des sciences, avec option mathématiques & physique et se fait former par la suite à l’Ecole de Formation des Instituteurs de Louga.

### Parcours professionnel
En 2006, il effectue sa formation à l’Ecole Nationale d’Administration (ENA) Cycle B après son succès au concours de ladite école,. En 2008, il est nommé adjoint au préfet de Gossas, puis sous-préfet de l’arrondissement de Guélou (département de Guinguinéo, région Kaolack).
En 2014, il est élu premier président du Conseil départemental de Gossas, puis nommé successivement contrôleur régional des finances de Thiès et  est nommé secrétaire général du ministère du pétrole et des énergies en 2017.
En 2022, il est nommé directeur de Petrosen Holding par Macky Sall, date laquelle il quitte son poste de sécrétaire général au ministère du pétrole et des énergies du Sénégal.

### Parcours politique
Son parcours politique commence en 1996 où il est élu conseiller à Djidah Thiaroy Kaw, dans la banlieue dakaroise. Il est membre fondateur du mouvement Andu Nawle qu'il crée le 31 mars 2013 .
Depuis 2014, le mouvement politique d'Adama Diallo, Andu Nawle remporte plusieurs élections, à savoir le conseil départemental, trois des six communes du département et un siège du haut commissariat des collectivités.
En 2022, il remporte les élections législatives avec un total de vote de 3 316 voix, contre 2 204 pour la coalition Benno Bokk Yaakaar (BBY).
Lors des élections législatives anticipées de 2024, Adama Diallo bat le candidat du Pastef, le nommé Amadou Bâ.

## Accusation
Il est accusé d'avoir utilisé une somme de cinquante millions de francs CFA  par le Pastef pour influencer les électeurs de Gossas lors des élections législatives.